# Rodolfo Zelaya
Rodolfo Antonio Zelaya García, més conegut com a Fito Zelaya (7 de juliol de 1988, Usulutan, El Salvador) és un futbolista d'El Salvador. El seu equip actual és el FK Alania Vladikavaz.

## Trajectòria
Zelaya començà la seva carrera futbolística el 2004 amb el San Rafael, amb qui jugà durant any. La següent temporada fou fitxat per l'Atlètic La Merced.
El juliol del 2006, a Zelaya i a la seva compatriota Rúsvel Saravia els oferiren contractes professionals per jugar en un dels clubs històrics d'El Salvador: el Club Deportivo Águila. Malauradament, per a Zelaya i Saravia, no pogueren arribar a un acord en el sou, i com a conseqüència el traspàs no va concretar-se. Més endavant fou fitxat per un equip de la segona divisió d'El Salvador, l'Intipucà. Després de dos anys amb l'Intipucà, cridà l'atenció de Vladan Vićević, qui aleshores era l'entrenador del Club Deportivo Chalatenango. Zelaya impressionà l'afició en la seva primera temporada, i es convertí en una de les promeses del futbol d'El Salvador.

### Alianza FC
El 2008 signà amb l'Alianza Fútbol Club, després que l'anterior president del Chalatenango, Lisandro Pohl, canviés de presidència.
El 15 de juny del 2009, després de triomfar tant a l'Alianza com a la selecció d'El Salvador, fou cedit en préstec al Club León de Mèxic. El 3 de desembre d'aquell any, el León feu vàlida l'opció de compra, però tornà el 12 de desembre a l'Alianza cedit en préstec, i disputà el Clausura 2010. Més endavant, el dia 28 de maig va ser cedit novament a l'Atlante UTN de Mèxic, però tornà a l'Alianza per al Torneig Apertura 2010.